# Tancredi Pasero

Tancredi Pasero, in una foto giovanile autografata

Tancredi Pasèro (Torino, 11 gennaio 1893 – Milano, 17 febbraio 1983) è stato un basso italiano.

## Biografia
Nato a Torino, dopo aver studiato con Arturo Pessina, ha debuttato ufficialmente a Vicenza nel 1917 cantando nella parte di Rodolfo nella Sonnambula di Bellini.
Il 26 dicembre 1923 è il Sommo sacerdote ne La Vestale con Giannina Arangi-Lombardi ed Amedeo Bassi al Teatro Costanzi di Roma dove nel 1924 è Sparafucile in Rigoletto con Mercedes Capsir ed Enrico Molinari, Colline ne La bohème con Maria Zamboni ed Alessio De Paolis, Hagen ne Il crepuscolo degli dei con Bassi e Molinari, il protagonista in Mefistofele con la Zamboni e Francesco Merli, Mehemed nella prima assoluta di Emiral di Bruno Barilli con Merli, Pimen/Rangoni in Boris Godunov con la Zamboni e Merli, il cieco in Iris con Merli, Roucher/Fouquier-Tinville in Andrea Chénier con Enzo De Muro Lomanto e Molinari, Don Pedro/Gran sacerdote ne L'africana con Ernestina Poli, Giulio Crimi e Molinari e Veit Pogner ne I maestri cantori di Norimberga con Merli e Taurino Parvis e Marcel Journet, nel 1925 Ramfis in Aida con la Poli, Merli e Giovanni Inghilleri, Gurnemanz in Parsifal, Gualtiero Farst in Guglielmo Tell, MacGregor/Tom in Guglielmo Ratcliff con Inghilleri e nel 1926 Filippo II in Don Carlo con Bianca Scacciati, Flora Perini, Merli e Carlo Galeffi, Don Basilio ne Il barbiere di Siviglia con De Paolis, Galeffi e Gaetano Azzolini ed Alvise ne La Gioconda con la Poli, la Perini, Merli e Molinari.
Nel 1926 al Teatro Colón di Buenos Aires è Timur in Turandot diretto da Gino Marinuzzi con Claudia Muzio, Rosetta Pampanini e Giacomo Lauri-Volpi.
È stato primo basso al Teatro alla Scala di Milano dal 1926 al 1952, cantando anche regolarmente in tutti i teatri italiani e del mondo, compresi quelli sudamericani, esclusa una pausa dovuta alla seconda guerra mondiale.
Alla Scala nel novembre 1926 è Filippo II in Don Carlo diretto da Arturo Toscanini con la Scacciati, Giuseppina Cobelli e Galeffi e nel 1927 Wotan ne L'oro del Reno diretto da Ettore Panizza con Gina Cigna, Cesira Ferrari, Bruna Castagna e Giuseppe Nessi e Hagen ne Il crepuscolo degli Dei diretto da Panizza con Ebe Stignani, la Castagna e la Ferrani.
Nel 1929 alla Scala è il mugnaio nella prima assoluta di Il re di Giordano diretto da Toscanini con Toti Dal Monte, De Muro Lomnanto, Salvatore Baccaloni, Nessi e Aristide Baracchi cantata anche al Teatro Regio di Torino diretto da Franco Capuana con Francesco Dominici e Carlo Tagliabue.
Attivissimo al Metropolitan di New York e al Covent Garden di Londra negli anni che vanno dal 1929 al 1933. 
Nel novembre 1929 debutta al Metropolitan come Alvise ne La Gioconda diretto da Tullio Serafin con Lauri-Volpi e Mario Basiola, seguito da Ashby ne La fanciulla del West diretto da Vincenzo Bellezza con Maria Jeritza, Giovanni Martinelli, Lawrence Tibbett ed Angelo Badà, Colline ne La bohème diretto da Bellezza con Lucrezia Bori, Lauri-Volpi e Tibbett, Pedro ne L'Africaine diretto da Serafin con Elisabeth Rethberg, Beniamino Gigli, Basiola, Badà ed Ezio Pinza, Ferrando ne Il trovatore diretto da Bellezza con Lauri-Volpi, la Rethberg e Basiola, Ramfis in Aida diretto da Serafin con Lauri-Volpi e Giuseppe De Luca e il conte Walter in Luisa Miller diretto da Serafin con Rosa Ponselle, Lauri-Volpi e De Luca arrivando a 117 recite al Met fino al 1933.
La sua ultima recita è stata nel 1952 come protagonista di Mosè di Lorenzo Perosi diretto da Capuana con Adriana Guerrini e Tagliabue al Palazzo Ducale per il Teatro La Fenice.
La sua voce profonda e risonante, unica nella storia del canto e inconfondibile, si adattava con uguale facilità al repertorio italiano, come al francese, a quello tedesco e russo, e si è legata perennemente soprattutto alla sublime interpretazione di Boris Godunov, Mefistofele e Gurnemanz (Parsifal), come pure a tutti i ruoli di basso più importanti presenti nelle opere verdiane.
Insolito per il tempo, fu un ottimo e rifinito interprete rossiniano, nella parte di Assur nella Semiramide, ed ebbe modo di cantare per primo nell'epoca moderna nell'Incoronazione di Poppea di Monteverdi ormai non più rappresentata fino ai primi anni venti del Novecento.

## Repertorio operistico
| Ruolo                        | Titolo                          | Autore           |
| ---------------------------- | ------------------------------- | ---------------- |
| Mehemed                      | Emiral                          | Barilli          |
| Conte Rodolfo                | La sonnambula                   | Bellini          |
| Oroveso                      | Norma                           | Bellini          |
| Escamillo                    | Carmen                          | Bizet            |
| Mefistofele                  | Mefistofele                     | Boito            |
| Raimondo                     | Lucia di Lammermoor             | Donizetti        |
| Re Hassan                    | Re Hassan                       | Ghedini          |
| Roucher                      | Andrea Chénier                  | Giordano         |
| Il mugnaio                   | Il re                           | Giordano         |
| Mefistofele                  | Faust                           | Gounod           |
| Il Cieco                     | Iris                            | Mascagni         |
| MacGregor Tom                | Guglielmo Ratcliff              | Mascagni         |
| Basilio                      | Nerone                          | Mascagni         |
| Don Pedro                    | L'Africana                      | Meyerbeer        |
| Seneca                       | L'incoronazione di Poppea       | Monteverdi       |
| Sarastro                     | Il flauto magico                | Mozart           |
| Leporello                    | Don Giovanni                    | Mozart           |
| Boris Godunov                | Boris Godunov                   | Musorgskij       |
| Marco Orseolo                | Orseolo                         | Pizzetti         |
| Alvise Badoero               | La Gioconda                     | Ponchielli       |
| Colline                      | La bohème                       | Puccini          |
| Ashby                        | La fanciulla del West           | Puccini          |
| Timur                        | Turandot                        | Puccini          |
| Padre di Margherita          | Margherita da Cortona           | Refice           |
| Zar Dodon                    | Il gallo d'oro                  | Rimskij-Korsakov |
| Don Basilio                  | Il barbiere di Siviglia         | Rossini          |
| Mosè                         | Mosè                            | Rossini          |
| Assur                        | Semiramide                      | Rossini          |
| Gualtiero Furst              | Guglielmo Tell                  | Rossini          |
| Kecal                        | La sposa venduta                | Smetana          |
| Sommo Sacerdote              | La Vestale                      | Spontini         |
| Conte di Walter              | Luisa Miller                    | Verdi            |
| Sparafucile                  | Rigoletto                       | Verdi            |
| Ferrando                     | Il trovatore                    | Verdi            |
| Giovanni da Procida          | I vespri siciliani              | Verdi            |
| Jacopo Fiesco                | Simon Boccanegra                | Verdi            |
| Samuel Tom                   | Un ballo in maschera            | Verdi            |
| Padre guardiano              | La forza del destino            | Verdi            |
| Filippo II Grande Inquisitor | Don Carlo                       | Verdi            |
| Ramfis                       | Aida                            | Verdi            |
| Enrico l'Uccelatore          | Lohengrin                       | Wagner           |
| Wotan                        | L'oro del Reno                  | Wagner           |
| Wotan                        | La Valchiria                    | Wagner           |
| Re Marke                     | Tristano e Isotta               | Wagner           |
| Veit Pogner                  | I maestri cantori di Norimberga | Wagner           |
| Hagen                        | Il crepuscolo degli dei         | Wagner           |
| Gurnemaz                     | Parsifal                        | Wagner           |
| Gasparo                      | Il franco cacciatore            | Weber            |

## Discografia

### Dischi Columbia - 78 giri
- D 18024 - (o GQX 10162) - Aida Nume custode vindice (con il tenore F.Merli e Coro) - Il Trovatore Miserere (di G. Arangi-Lombardi e F. Merli e Coro) - 30";
- D 18021 - (o GQX 10159) Norma Ite sul colle o Druidi - Il Trovatore Di due figli - 30";
- GQX 10219 - La Favorita Splendon più belle in ciel le stelle - La Favorita Sprto gentil (tenore E. De Muro Lomanto);
- GQX 10213 - La Forza del Destino Terzetto Finale(con B. Scacciati e F. Merli) - Lorely O forze recondite (soprano B. Scacciati);
- D 14699 (o GQX 10239) - Don Carlo Dormirò sol 1ª parte - Don Carlo Dormirò sol 2ª parte - 30";
- D 14706 (o GQX 10246) - La Gioconda Si morir ella dè! - Gli Ugonotti Piff Paff - 30";
- D 14708 (o GQX 10248) - I Puritani Il rival salvar tu puoi - I Puritani Duetto: Suoni la tromba (con il baritono Gino Vanelli) - 30";
- D 12572 ( o GQ 7086) - Mignon Berceuse - La Sonnambula Tu non sai - 25";
- D 14691 (o GQX 10231) - Il Barbiere di Siviglia La Calunnia;
- GQ 7133 - Mignon Duetto delle rondinelle (con il mezzosoprano G. Zinetti) - La Gioconda A te questo rosario (mezzosoprano G. Zinetti);
- D 14592 - Mignon Duetto: Sofferto hai tu (con G. Zinetti) - Rigoletto Cortigiani (baritono E. Molinari)
- D 12537 (o GQ 7052) - Faust Serenata - Faust Dio dell'or - 25";
- D 12542 (o GQ 7056) - La Gioconda Duetto Laura Alvise 1ª parte - La Gioconda Duetto Laura Alvise 2ª parte (con il mezzosoprano Ebe Stignani) - 25";
- D 12545 (o GQ 7059) - Mefistofele Ecco il mondo - Mefistofele Aria del fischio - 25";
- D 12546 (o GQ 7060) - La Boheme Vecchia zimarra - Ernani Infelice e tuo - 25";
- D 12547 (o GQ 7061) - Lohengrin O Re del ciel - Mefistofele Ave Signor - 25".

Inoltre esiste la registrazione completa in 78 giri dell'Aida (36 dischi) (dove interpreta il ruolo di Ramfis) e della Boheme (13 dischi) (dove interpreta il ruolo di Colline).

### Dischi Columbia Americana - 78 giri
- D 2214 - Faust Serenata - La Boheme Vecchia zimarra;

### Dischi Cetra - 78 giri
- CC 2052 - Faust Perché tardate ancora? (con il tenore Malipiero) - Il Barbiere di Siviglia La Calunnia (il duetto del Faust si trova anche nel CC 2055);
- CC 2053 - I Vespri Siciliani O tu Palermo - La Sonnambula Vi ravviso o luoghi ameni;
- BB 25078 Verde (o CC 2054) - Don Carlo Ella giammai m'amò - Don Carlo Dormirò sol (vedi nº14699 Columbia);

In più l'opera completa Norma (Bellini) in 18 dischi, interpreti: Gina Cigna, Giovanni Breviario, Ebe Stignani, Tancredi Pasero, Adriana Perris, Emilio Renzi - Dir. Vittorio Gui - Orchestra dell'EIAR di Torino.

### La Voce del Padrone - EMI - Dischi riversati in microsolco a 33 giri
- Verdi - Aida - Maria Caniglia, Beniamino Gigli, Ebe Stignani, Gino Bechi, Tancredi Pasero, Italo Tajo - Direttore Tullio Serafin - Coro e Orchestra dell'Opera di Roma (QSC 38/40 33LP);
- Verdi - Un ballo in maschera - Beniamino Gigli, Gino Bechi, Maria Caniglia, Fedora Barbieri, Elda Ribetti, Tancredi Pasero, Nuto Niccolini, Ugo Novelli, Blando Giusti - Direttore Tullio Serafin - Coro e Orchestra dell'Opera di Roma (SQSO 45/46 33LP);
- Verdi - La forza del destino - Galliano Masini, Maria Caniglia, Carlo Tagliabue, Ebe Stignani, Tancredi Pasero, Saturno Meletti, Ernesto Dominici, Liana Avogadro, Dario Caselli, Giuseppe Nessi -Orchestra sinfonica e coro dell'E.I.A.R. di Torino- Direttore Gino Marinuzzi

In video è nota una sua partecipazione nel film bianco e nero Rossini del 1943, insieme ad altri grandi cantanti dell'epoca, dove si può ammirare una sua  interpretazione di Don Basilio, mentre canta La Calunnia.